# West Milton
West Milton és una població dels Estats Units a l'estat d'Ohio. Segons el cens del 2000 tenia 4.645 habitants.

## Demografia
Segons el cens del 2000, West Milton tenia 4.645 habitants, 1.875 habitatges, i 1.314 famílies. La densitat de població era de 744,2 habitants per km².
Dels 1.875 habitatges en un 35,7% hi vivien nens de menys de 18 anys, en un 52,5% hi vivien parelles casades, en un 13,2% dones solteres, i en un 29,9% no eren unitats familiars. En el 26,7% dels habitatges hi vivien persones soles el 12,3% de les quals corresponia a persones de 65 anys o més que vivien soles. El nombre mitjà de persones vivint en cada habitatge era de 2,48 i el nombre mitjà de persones que vivien en cada família era de 2,97.
Per edats la població es repartia de la següent manera: un 28% tenia menys de 18 anys, un 8% entre 18 i 24, un 29,6% entre 25 i 44, un 21,3% de 45 a 60 i un 13,2% 65 anys o més.
L'edat mediana era de 36 anys. Per cada 100 dones de 18 o més anys hi havia 86,8 homes.
La renda mediana per habitatge era de 41.905 $ i la renda mediana per família de 45.847 $. Els homes tenien una renda mediana de 33.774 $ mentre que les dones 25.199 $. La renda per capita de la població era de 19.402 $. Aproximadament el 4,7% de les famílies i el 6,7% de la població estaven per davall del llindar de pobresa.

## Poblacions properes
El següent diagrama mostra les poblacions més properes.